# Glyptoscapus flaveolus
Glyptoscapus flaveolus är en skalbaggsart som först beskrevs av Bates 1870.  Glyptoscapus flaveolus ingår i släktet Glyptoscapus och familjen långhorningar. Inga underarter finns listade i Catalogue of Life.